# Vittorio Avanzi
Pour les articles homonymes, voir Avanzi.
Vittorio Avanzi, né le 21 février 1850 et mort le 7 août 1913, est un peintre italien, principalement de paysages.

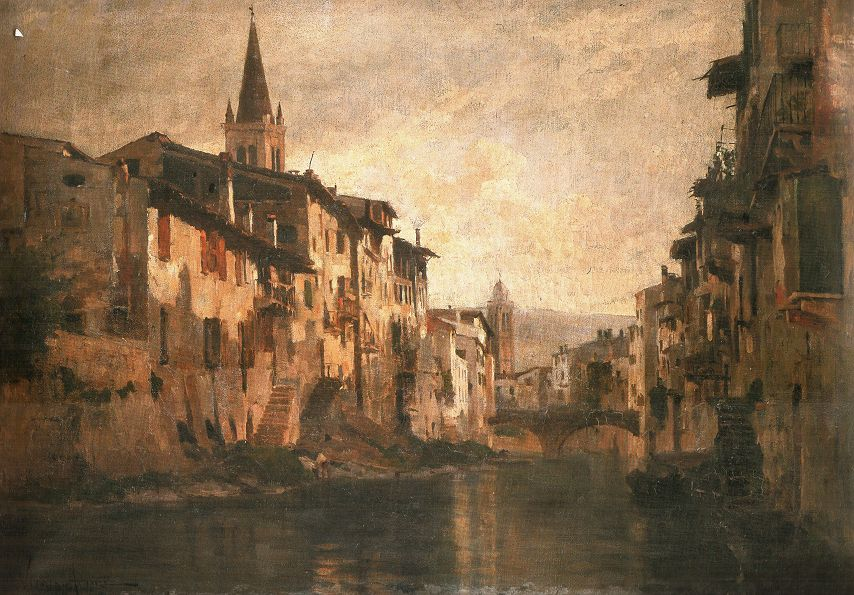
Il Canale dell'Acqua Morta de Vérone, Musée de Castelvecchio.

## Biographie
Vittorio Avanzi naît le 21 février 1850 à Vérone ou dans le Canton du Tessin. Il étudie à l'Académie de Munich en Bavière,.
Il commence à se fait connaître son tableau Environs de Dachau. Cette toile est acquise par le duc de Gênes.
Il expose lors de l'exposition de Venise en 1887, 1897 et 1899.
Ses tableaux sont exposés en Suisse et au palais de cristal de Munich en octobre 1901. 
Il meurt à  Campofontana.

## Œuvres
Parmi ses peintures, on peut citer :
- Paysage de l'Isar[1].
- Marine à Capri[1].
- Prima della pioggia[2].
- Le vicinanze di Dachau (village de Bavière)[2].
- Nelle vicinanze dell' Isaar[2].
- La marina di Capri[2].
- Le prime foglie[2].
- des sujets italiens tels que des ruines vénitiennes[1]